# Anchon boneti
Anchon boneti är en insektsart som beskrevs av Peláez 1935. Anchon boneti ingår i släktet Anchon och familjen hornstritar. Inga underarter finns listade i Catalogue of Life.